# Simplício Rezende
Simplício Coelho de Rezende (Piripiri, 1 de abril de 1841 — Manaus, 16 de fevereiro de 1915) foi um advogado, jornalista, professor e político do Brasil.

## Biografia
Nascido em 1841, em Piripiri, estado do Piauí, era filho do tenente-coronel Simplício Coelho de Rezende e de Rosa Lina de Castelo Branco. Formou-se em Direito em Recife, em 1868 e, ao retornar ao Piauí, foi promotor público em Piracuruca e Parnaíba, além de juiz municipal em Barras. Também exerceu o magistério, lecionando Geografia no Liceu Piauiense. Como jornalista, destacou-se na redação dos jornais A Época, A Falange e O Democrata.
Em 1870, elegeu-se deputado provincial pelo Partido Conservador, cargo que ocupou até 1873. Em 1885, foi eleito deputado geral pelo Piauí, cargo que ocupou até 1889. Na Assembleia Geral do Império, propôs a rede telegráfica do Piauí. Em 1886, ao defender o militar Pedro José de Lima, acusado de corrupção, discursou violentamente contra o coronel Ernesto Augusto da Cunha Matos, o que gerou uma das mais graves crises militares do Império. Com a proclamação da República, sofreu perseguições políticas, o que o levou a se mudar para o Amazonas, onde exerceu a advocacia e foi um dos fundadores da Escola Universitária Livre de Manaós, em 1909, tornando-se o primeiro diretor da Faculdade de Direito.
Simplício manteve laços com a família imperial exilada, hospedando-se em suas viagens à Europa na residência de D. Luiz de Orleans e Bragança. Seu filho mais velho, Simplício Coelho de Mello Rezende, foi secretário político de D. Luiz de Orleans e Bragança e traduziu, junto com o príncipe, o livro Sob o Cruzeiro do Sul, cuja edição em português foi custeada pelo Centro Monarquista do Amazonas.
Em 1910, durante o célebre episódio do Bombardeio de Manaus,a residência de Simplício Coelho de Rezende foi atingida pela Armada. O motivo de sua casa ter sido alvo de ataques não foi totalmente esclarecido, mas é provável que a proximidade com a casa do governador Amazonas, Antônio Clemente Ribeiro Bittencourt, tenha levado a um equívoco sobre o alvo.
Simplício Coelho de Rezende era casado com a pernambucana Cândida Nympha de Mello Rezende e deixou notável descendência, a destacar seu filho Análio de Mello Rezende, advogado e professor emérito da Faculdade de Direito do Amazonas, seu neto Jorge Fonte de Rezende, obstetra, professor emérito da UFRJ e membro da Academia Nacional de Medicina e seu bisneto Álvaro Rubin de Pinho, psiquiatra, presidente da Associação Brasileira de Psiquiatria e da Academia de Medicina da Bahia, e professor emérito pela Faculdade de Medicina da Bahia. Simplício era ainda sogro do senador Aristides Rocha e do governador do Amazonas, César do Rego Monteiro, além de tio-avô do diplomata piauiense Espedito Resende.

### Morte
Faleceu em Manaus, em 16 de fevereiro de 1915. Foi homenageado com o nome de uma importante rua em Teresina (Coelho de Rezende). É patrono da cadeira 26 da Academia Piauiense de Letras.